# Aurora (BUMP OF CHICKENの曲)
「Aurora」（オーロラ）は、2019年3月15日にリリースされたBUMP OF CHICKENの楽曲。本作は、TBS系・日曜劇場『グッドワイフ』の主題歌として書き下ろされた。

## 概要
『話がしたいよ/シリウス/Spica』以来4ヶ月ぶりのリリース。今作は音楽配信限定でのリリースである。
BUMP OF CHICKENがテレビドラマの主題歌を担当するのは、同じくTBS・日曜劇場で2016年に放送されて北村匠海が出演した『仰げば尊し』に「アリア」を提供して以来のことである。
書き下ろし楽曲ではあるが、藤原はインタビューで「この曲はたしかに、自分が曲作りしている時のことを書いていたんです。そしてそれは、自分だけじゃなくって、僕の身近な友達がやってることにも共通している部分がたくさんあるはずだと思う。僕の友達には営業やってる人もいるし、地元でトンカチ打って家を建てている人もいるし、いろんな人がいるんですけど、そういう人たちにも共通する部分があるんじゃないかと。みたいなことを考えて“Aurora”を書いていた記憶がありますね」と語っている。

## ミュージック・ビデオ
ミュージック・ビデオには上原実矩が出演し、映像作家・林響太朗が監督を務めた。林は2019年のツアー「aurora ark」における同曲の演出や、ライブ映像作品『BUMP OF CHICKEN TOUR 2019 aurora ark TOKYO DOME』のディレクターを担当し、さらにはBUMP OF CHICKENの他の楽曲のMVも手がけている。
なお、このMVは2020年度の『SPACE SHOWER MUSIC AWARDS』において「VIDEO OF THE YEAR」を受賞した。また 『MTV Video Μusic Awards Japan』でも「最優秀ロックビデオ」を受賞している。

## チャート成績
「オリコン週間デジタルランキング」では2019年3月25日付で1位となったほか、Billboard JAPANが発表する音楽総合チャート「Billboard Japan Hot 100」では、2019年3月25日付で5位にランクインした。

## 収録曲
| #  | タイトル   | 作詞・作曲 | 編曲            | 時間 |
| -- | ---------- | ---------- | --------------- | ---- |
| 1. | 「Aurora」 | 藤原基央   | BUMP OF CHICKEN | 4:45 |